# Pasties

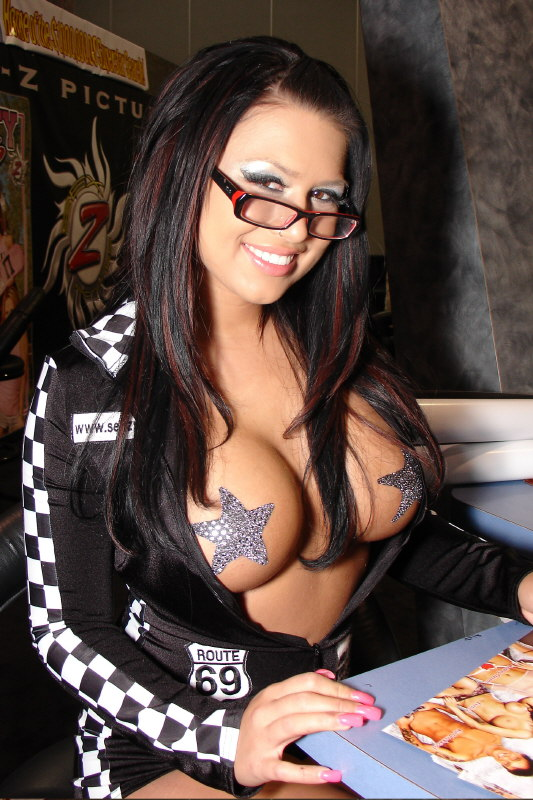
Atriz pornô Eva Angelina usando pasties

Pasties é um termo em inglês que refere-se a um tipo de adesivo para cobrir os mamilos ou a vulva de uma pessoa. Seu tamanho é variado, mas geralmente não é muito maior que a aréola. É fixado com um tipo especial de cola ou com goma arábica. Surgiram por volta de 1920.
Tem sido usados para respeitar a essência do topless. Possuem variadas cores, formas e tamanhos. A versão para cobrir a vulva, pode ser utilizada em combinação com a anterior sendo denominada strapless bikini.